# Rispet
Rispet, řidčeji rispetti (z italského rispetto – ohled či úcta – slovo rispetti je vlastně plurál tohoto původního italského názvu, v češtině se ale užívá i k označení jedné básně, např. Jan Křesadlo: Rispetti o odchodu) je lyrická básnická forma.
Má pevný počet veršů, totiž osm, skládá se z jednoho čtyřverší, rýmovaného střídavě, a dvou dvojverší, rýmovaných sdruženě (celkové rýmové schéma je tedy abab cc dd). Pro svou krátkost se tato forma užívá téměř výhradně v lyrice, a to ve všech jejích druzích (přestože původně se vyskytovala takřka pouze v lyrice milostné). Na použitém typu verše nezáleží, většinou se ale užívá endekasylab, tedy jedenáctislabičný verš jambického spádu, typický pro italskou literaturu.
Rispet je jedna z typických forem italské literatury a mimo ni je poměrně vzácná, nicméně v české literatuře ji používali Jaroslav Vrchlický (který ji také ve sbírkách Hudba v duši a Moje sonáta do české literatury uvedl), z modernějších českých básníků ji často užíval také Jan Křesadlo. Ve své prapůvodní podobě šlo o lidovou (zejména toskánskou) milostnou poezii, postupně začalo přecházet do „oficiální“ literatury. 
Velmi známým se v české literatuře rispet stal díky mystifikační sbírce básníka Jiřího Dědečka Poklony a pošklebky (Rispetti e dispetti, 2009), kterou Dědeček označil za překlad "pozapomenuté" sbírky milostných a satirických miniatur italského renesančního básníka Poliziana, a která byla českou kritikou velmi dobře přijata. Básně této sbírky jsou psány výlučně formou rispetu. 

## Příklad
Rispetti o čase
Jan Křesadlo
Den za dnem, perloperý čas

z vřetena srdce odvíjí,

promývá nás a plní nás

průhlednou melancholií.

A jak dny naše prudce míjí

kanóny hodin do nás bijí

i vteřin zbraně pěchotní.

Vpřed jdeme, smrtí těhotni.